# Guo Batu
Guo Batu is een bestuurslaag in het regentschap Mandailing Natal van de provincie Noord-Sumatra, Indonesië. Guo Batu telt 265 inwoners (volkstelling 2010).